# Cându
Cându (węg. Kendő) – wieś w Rumunii, w okręgu Marusza, w gminie Bereni. W 2011 roku liczyła 95 mieszkańców.